# 볼리비아대나무쥐
볼리비아대나무쥐(Dactylomys boliviensis)는 가시쥐과에 속하는 설치류의 일종이다.

## 특징
볼리비아대나무쥐는 가시쥐 중에서 가장 큰 종의 하나로 다 자란 성체의 머리부터 몸까지 몸길이가 약 30cm이고 꼬리 길이는 41cm이다. 털이 없는 꼬리와 부드러운 털(가시 털이 아닌) 그리고 4개의 발가락만이 보이는 앞발을 가지는 것 또한 드물다. 몸 대부분은 부드러운 반백의 회색빛 털이 덮여 있고 거무스름한 줄무늬 표식을 가지고 있다. 한 줄이 진한 선이 등 중앙에 아래로 이어지는 반면에 하체는 드문 드문 흰 털을 갖고 있다. 꼬리 기부를 제외하고는 털이 없이 오각형의 큰 비늘이 덮여 있다. 앞 발의 다섯번 째 발가락은 퇴화된 상태이고, 발 옆의 결절에 위치한 작은 발톱만으로 이루어져 있다. 세번째와 네번째 발가락은 크게 갈라져 있으며, 영장류의 발가락에 비유될 수 있다. 머리 쪽은 뭉툭한 코와 긴 수염이 특징적이다. 흉골 바로 위에 강한 냄새를 풍기는 사향 분비선도 갖고 있다.

## 분포 및 서식지
볼리비아대나무쥐는 볼리비아 중부와 페루 남동부, 브라질 극서부 지역에서 발견된다. 그러나 분포 지역 안에서 특정 서식지에서만 발견되며, 해발 고도 1000m 이하 지역의 울창한 대나무 덤불 속 또는 울창한 식물이 있는 강둑을 따라서 서식한다.

## 생태 및 습성
볼리비아대나무쥐는 줄기를 갉아 바깥 껍질을 벗겨서 대나무를 먹는다. 야행성 동물로 낮 동안에는 지상 10~25m의 나무 가지에 위치하고 뒤얽힌 덩굴로 이루어진 둥지에서 시간을 보낸다. 개체 밀도는 높으며, 개체 한 마리의 세력권 범위는 겨우 0.23ha 정도이다. 민첩하게 나무 위를 오르는 동물로 극히 조용하게 무성한 식물 속에서 움직인다. 장소에서 방해를 받거나 동결이 될 때 재빨리 나무 위로 오른다. 밤에만 울창한 식물 지역 속에서 천천히 움직이며, 관찰하기 어렵다. 그러나 먼 거리까지 전달되는 독특한 소리를 만들고 서로 분명하게 의사 소통을 한다. 이 신호는 짧은 스타카토의 꿀꿀거리는 일련의 소리로 이루어져 있으며, 두꺼비 소리와 비교된다. 나무 가지 위에 앉거나 흉골 분비선으로 냄새를 남긴 후에 소리를 내기도 한다. 근처의 다른 개체들은 자기 자신의 소리로 응답을 하기도 한다.